# Masked Rider (série de televisão)
Masked Rider (bra: Masked Rider: O Cavaleiro Mascarado; prt: Masked Rider) foi uma série norte-americana produzida em 1995 pela Saban, servindo como uma adaptação de Kamen Rider Black RX, série da franquia Kamen Rider produzida pela Toei Company. A série seguiu os mesmos moldes de Power Rangers (também produzida pela Saban).
Ainda, cenas dos longa-metragens Kamen Rider ZO e Kamen Rider J também foram utilizadas.

## Exibição lusófona

### Brasil
No Brasil, a série se chamou Masked Rider: O Cavaleiro Mascarado e exibida pela extinta Fox Kids, sendo igualmente repudiada pelo público. Um dos possíveis motivos é que a série original, Kamen Rider Black RX, já havia sido exibida no Brasil pela extinta Rede Manchete.

### Portugal
Em Portugal, a série foi originalmente transmitida pela SIC, estreando em 1997.
A série foi repetida pela 2:, a partir de setembro de 2003, pela RTP Madeira, a partir de 2 de fevereiro de 2004, e pela RTP Açores, a partir de 2004.

## Versões lusófonas

### Português europeu

#### Dobragem
A dobragem da série foi realizada nos estúdios da Graficine.